# Космос — Земля (шахматы)
«Космос — Земля» — первая в истории шахматная партия, сыгранная 9 июня 1970 года (по другим данным — 10 июня) между космонавтами в полёте и «представителями Земли».

## Описание
1 июня 1970 года с космодрома Байконур стартовал космический корабль «Союз-9» с космонавтами Андрияном Николаевым и Виталием Севастьяновым. Это был рекордный по продолжительности полёт — всего космонавты провели в космосе свыше 17,8 суток. Помимо объёмной программы научных опытов, проводившихся на орбите, у космонавтов были дни отдыха, в ходе которых они общались с родными по двусторонней телевизионной связи, смотрели матчи чемпионата мира по футболу, слушали музыку. В один из дней космонавты провели первую в мире шахматную партию в космосе. Специально для полёта был создан «космический» комплект шахмат: поля шахматной доски имели пазы, в которые вставлялись фигуры, фиксируемые во избежание их разлёта в условиях невесомости. Конструктор — кандидат биологических наук, инженер М. Клевцов — впоследствии был удостоен Золотой медали ВДНХ «За успехи в народном хозяйстве».
Партия состоялась на 10-й день полёта, 9 июня 1970 года. Команду «Космоса» представили оба космонавта, команду «Земли» — руководитель подготовки советских космонавтов, генерал-полковник авиации Николай Каманин и космонавт Виктор Горбатко. Обмен ходами происходил по радио во время пролётов корабля над территорией СССР. Партия, начавшаяся с принятого ферзевого гамбита, продолжалась около шести часов и закончилась ничьей. За это время участники сделали 35 ходов, а «Союз-9» успел совершить четыре витка вокруг Земли.
В настоящее время комплект шахмат, побывавший в космосе, хранится в Музее шахмат Центрального шахматного клуба на Гоголевском бульваре в Москве; аналогичный комплект экспонируется в Музее космонавтики.
24 ноября 1970 года все участники партии «Космос — Земля» стали почётными членами Центрального шахматного клуба СССР (ЦШК СССР). Космонавт Виталий Севастьянов серьёзно увлекался шахматами и со временем стал заметной фигурой в шахматном мире. В 1977—1989 годах (с перерывом в 1987 году) он избирался председателем Шахматной федерации СССР.

## Нотация партии
Космос — Земля 

1.d4 d5 2.с4 dc 3.е3 е5 4.С:с4 ed 5.ed Кc6 6.Се3 Cd6 7.Кс3 Kf6 8.Kf3 0—0 9.0—0 Cg4 10.h3 Cf5 11.Kh4 Фd7 12.Фf3 Ke7 13.g4 Cg6 14.Лае1 Kph8 15.Cg5 Keg8 16.Kg2 Лае8 17.Се3 Сb4 18.а3 С:с3 19.bc Ce4 20.Фg3 с6 21.f3 Cd5 22.Cd3 b5 23.Фh4 g6 24.Kf4 Cc4 25.С:c4 bc 26.Cd2 Л:e1 27.Л:e1 Kd5 28.g5 Фd6 29.К:d5 cd 30.Cf4 Фd8 31.Ce5+ f6 32.gf К:f6 33.С:f6+ Л:f6 34.Ле8+ Ф:e8 35.Ф:f6+ Kpg8. 
 Ничья.

## Визуализация партии
[Site "Космос, Земля"]
[Date "1970"]
[White "А. Николаев, В. Севастьянов"]
[Black "Н. Каманин, В. Горбатко"]
[Result "1/2-1/2"]
[EventType "Матч"]
[EventCountry "СССР"]
[FirstMove "0"]
1.d4 d5 2.c4 dxc4 3.e3 e5 4.Bxc4 exd4 5.exd4 Nc6 6.Be3 Bd6 7.Nc3 Nf6 8.Nf3 0-0 9.0-0 Bg4 10.h3 Bf5 11.Nh4 Qd7 12.Qf3 Ne7 13.g4 Bg6 14.Rae1 Kh8 15.Bg5 Neg8 16.Ng2 Rae8 17.Be3 Bb4 18.a3 Bxc3 19. bxc3 Be4 20.Qg3 c6 21.f3 Bd5 22.Bd3 b5 23.Qh4 g6 24.Nf4 Bc4 25.Bxc4 bxc4 26. Bd2 Rxe1 27.Rxe1 Nd5 28.g5 Qd6 29.Nxd5 cxd5 30.Bf4 Qd8 31.Be5+ f6 32.gxf6 Nxf6 33.Bxf6+ Rxf6 34.Re8+ Qxe8 35.Qxf6+ Kg8 1/2-1/2

## Юбилейная партия
9 июня 2020 года, в честь 50-летия первой космической партии, состоялась юбилейная шахматная партия между членом экипажа Международной космической станции космонавтом Анатолием Иванишиным и российским гроссмейстером Сергеем Карякиным, партия закончилась вничью.